# Ten Cents a Dance
Pour plus de détails, voir Fiche technique et Distribution.
Ten Cents a Dance est un film américain réalisé par Lionel Barrymore, sorti en 1931.

## Synopsis
Une belle danseuse nommée Barbara O'Neill travaille dans une salle de danse à New York. L'un des riches mécènes de la salle, Bradley Carlton, donne 100 $ à Barbara mais inquiète pour son ami qui est au chômage, Eddie Miller, Barbara demande à Bradley de lui donner un emploi, ce qu'il accepte. Ce soir-là, ils dînent ensemble. Quand Barbara rentre à la maison, Eddie est en train de faire ses valises car il n'a plus les moyens de payer son loyer. Barbara lui donne alors les 100 $ qu'elle a reçus et lui parle de son nouveau travail. Plus tard, Eddie et Barbara se rencontrent dans le parc et se rendent compte qu'ils sont amoureux. La nuit suivante au dancing, Barbara reçoit en cadeau une nouvelle robe mais est déçue lorsqu'elle voit qu'elle a été envoyée par Bradley. Eddie arrive au dancing et lui demande de l'épouser. Barbara accepte sa proposition et quitte bientôt son emploi.
Cinq mois plus tard, Eddie rencontre un vieil ami Ralph Clark et sa sœur Nancy mais ne leur révèle pas qu'il est maintenant marié. Ils jouent aux cartes ensemble et Eddie perd 240 $, ce qu'il cache à Barbara. Prétendant qu'il s'agit d'une convention social, il rencontre Nancy. Plus tard, Eddie revient chez lui et découvre les factures du loyer et des services publics à payer avec l'argent de son salaire qu'il a dépensé en jouant. Pendant ce temps, Barbara retourne travailler à la salle de danse, où elle voit Bradley de temps en temps.
Plus tard, Barbara rentre chez elle et découvre Eddie en train de faire ses valises. Admettant qu'il a volé 5 000 $ dans le coffre-fort du bureau de Bradley, il lui dit qu'il a perdu cet argent en jouant à la bourse. Barbara parvient à le convaincre de rester et elle rend visite à Bradley et lui demande un prêt de 5 000 $. Bradley accepte parce qu'il est amoureux d'elle. Le lendemain matin, Barbara présente l'argent à Eddie qui l'accepte immédiatement. Quand Eddie revient du travail, lui et Barbara s'engagent dans un combat de jalousie. Peu de temps après, elle fait ses valises et retourne au dancing, où elle est accueillie par Bradley qui a deux billets pour l'Ile de France, où Barbara peut obtenir le divorce et l'épouser.

## Fiche technique
- Titre original : Ten Cents a Dance
- Réalisation : Lionel Barrymore, assisté de Richard Rosson
- Scénario : Jo Swerling et Dorothy Howell
- Production : Harry Cohn et Frank Fouce
- Société de production : Columbia Pictures
- Musique : Mischa Bakaleinikoff
- Compositeur : Richard Rodgers (chanson Ten Cents a Dance)
- Photographie : Ernest Haller et Gilbert Warrenton
- Montage : Arthur Huffsmith
- Direction artistique : Edward C. Jewell
- Pays d'origine : États-Unis
- Langue : anglais
- Format : Noir et blanc - Son : Mono
- Genre : Film dramatique
- Durée : 75 minutes
- Dates de sortie : 
  - États-Unis : 20 février 1931 première
  - États-Unis : 6 mars 1931

## Distribution
- Barbara Stanwyck : Barbara O'Neill
- Ricardo Cortez : Bradley Carlton
- Monroe Owsley : Eddie Miller
- Sally Blane : Molly
- Blanche Friderici : Mme Blanchard
- Phyllis Crane : Eunice
- Olive Tell : Mme Carlton
- Victor Potel : Smith, un marin
- Al Hill : Jones, un marin
- Jack Byron : Leo
- Abe Lyman : Et son orchestre
- Pat Harmon : Casey, le videur
- Martha Sleeper : Nancy Clark
- David Newell : Ralph Clark
- Sidney Bracey : Wilson, le maître d'hôtel de Carlton
- Aggie Herring : Mme Carney